# Сидоренко, Михаил Васильевич
Михаил Васильевич Сидоренко — советский хозяйственный, государственный и политический деятель.

## Биография
Родился в 1914 году. Член КПСС.
С 1935 года — на хозяйственной, общественной и политической работе. В 1935—1983 гг. — инженер, мастер по добыче, главный инженер треста «Сызраньнефть», старший инженер, начальник отдела Главгеологии Наркомнефти, главный инженер Западно-Сибирского геологического управления, главный инженер, начальник объединения «Молотовнефть», начальник Главка, заместитель министра нефтяной промышленности СССР, заместитель председателя Газпрома, заместитель министра газовой промышленности СССР, заместитель начальника Управления Газпрома, старший научный сотрудник Академии наук СССР.
Умер в Москве в 1987 году.